# زیارود
زیارود یا زیارو ، روستایی از توابع بخش مرکزی شهرستان آمل در استان مازندران ایران است. این روستا با دارا بودن مناطق جنگلی یكی از نقاط توریستی مازندران به شمار می رود و معروف به بام آمل است.

## جمعیت
این روستا در دهستان دشت‌سر سفلی قرار داشته و براساس آخرین سرشماری مرکز آمار ایران که در سال ۱۳۸۵ صورت گرفته، جمعیت آن ۱۵۴ نفر (۴۲ خانوار) بوده‌است. و با دارا بودن مناطق زیبا و جنگلها یکی از نقاط توریستی به شمار می رود

## نگارخانه

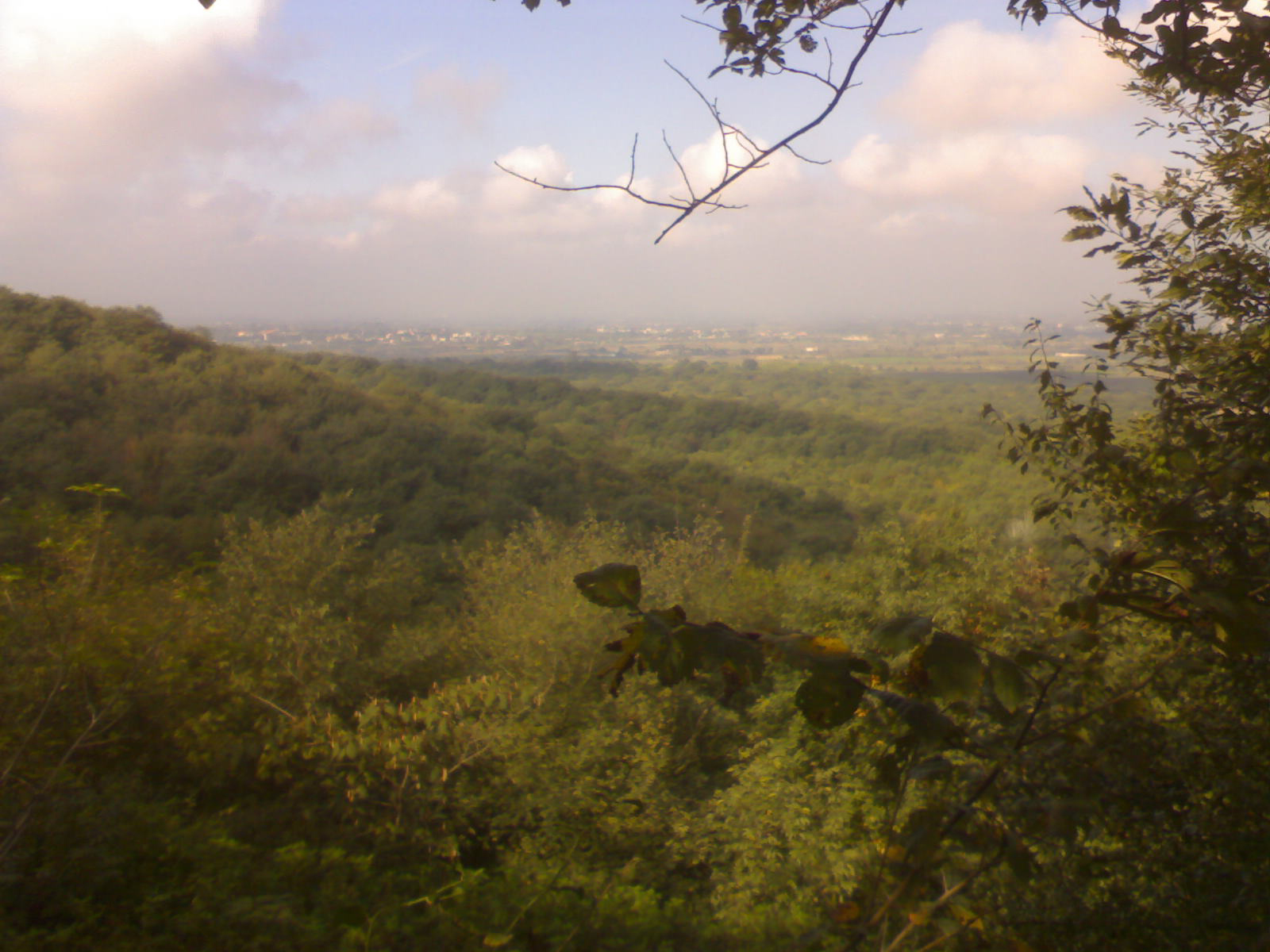
شهر آمل از نمای روستای جنگلی و مرتفع زیارو
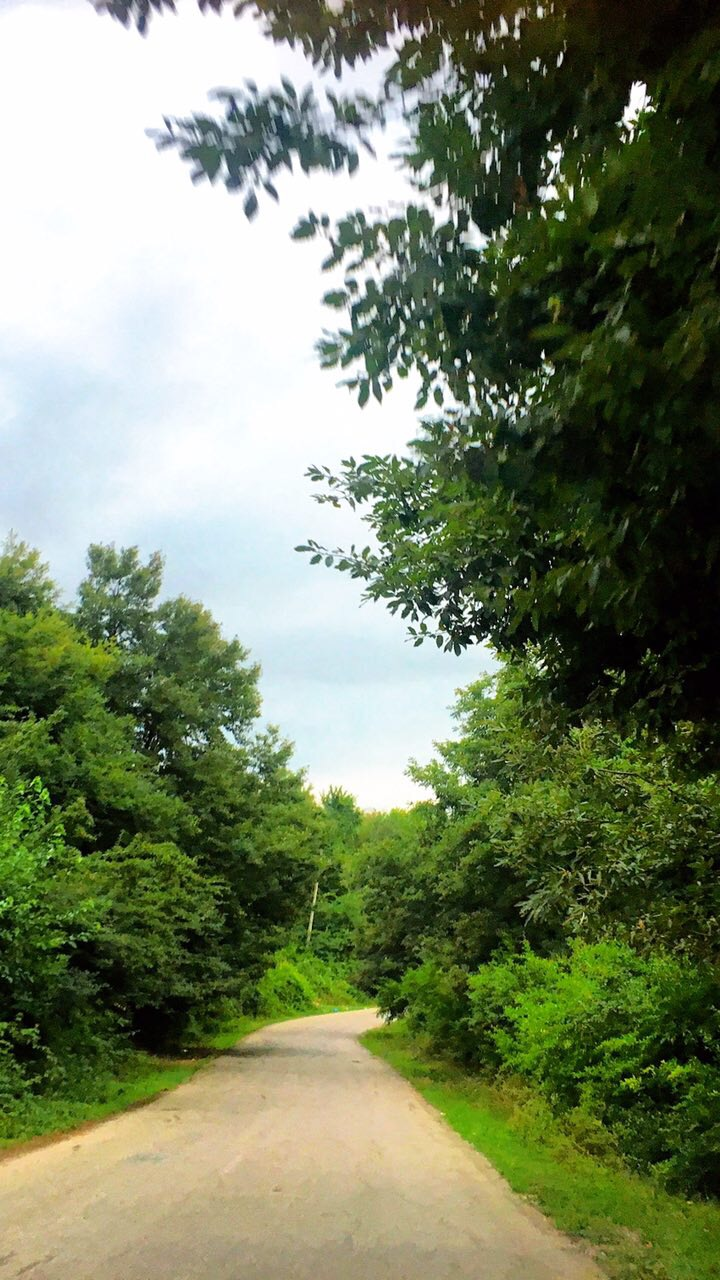
جاده جنگلی زیارو